# Дисилан
Дисилан — бинарное неорганическое соединение
кремния и водорода с формулой Si2H6,
бесцветный газ с неприятным запахом, 
самовоспламеняется на воздухе, 
реагирует с водой, 
ядовит.

## Получение
- Реакция гексахлорида дикремния и тетрагидроалюмината лития:

{\displaystyle {\mathsf {2Si_{2}Cl_{6}+3LiAlH_{4}\ {\xrightarrow {0^{o}C}}\ 2Si_{2}H_{6}\!\uparrow +3LiCl+3AlCl_{3}}}}

## Физические свойства
Дисилан образует бесцветный газ с неприятным запахом, 
самовоспламеняется на воздухе, 
реагирует с водой,
растворяется в сероуглероде, этаноле, бензоле.